# Balevaripalli, Srinivaspur
Balevaripalli là một làng thuộc tehsil Srinivaspur, huyện Kolar, bang Karnataka, Ấn Độ.